# Komora pairů
Komora pairů (francouzsky Chambre des pairs) byla horní komora parlamentu ve Francii během obou restaurací, Stodenního císařství a za červencové monarchie. Byla vytvořena ex nihilo v roce 1814, zrušena v roce 1848 Národním ústavodárném shromáždění Druhé republiky. Jako horní komoru ji fakticky nahradil až Senát ke konci Druhého císařství. Francouzští pairové získávali titul až do revoluce v roce 1830 dědičně, od tohoto roku se titul uděloval pouze na doživotí.

## Historie
Komora pairů byla zřízena Ústavní listinou (Charte constitutionnelle) v roce 1814.
Dne 31. března 1814 vstoupili vítězní spojenci do Paříže a rozhodli se povolat Bourbony tím, že vyzvali Senát, aby jmenoval prozatímní vládu, která by mohla připravit novou ústavu. Senát hlasoval pro sesazení Napoleona a prohlásil Ludvíka XVIII. králem. Zákonodárný sbor tato rozhodnutí ratifikoval.
Ludvík XVIII., který dorazil do Paříže počátkem května, si nepřál, aby návrh ústavy vypracovali členové prozatímní vlády. V duchu zásady Ancien régime chtěl Ludvík XVIII. převzít svůj titul pouze od Boha a svého předchůdce a vyhradil si právo udělit svému lidu ústavu.
Charta z roku 1814, byla sice ústupkem královské autoritě, nicméně zavedla stav věcí velmi odlišný od stavu, který fungoval za Ancien régime. Vzala v úvahu pokrok dosažený od roku 1789 a zavedením zastupitelské vlády ve Francii reagovala na změny, které vyvolala Francouzská revoluce. Ludvík XVIII. viděl, že britská ústava funguje, a chtěl Francii poskytnout podobnou instituci. Proto charta obsahovala dva principy vlády: odpovědnost ministrů a dualita komor.
Preambule charty se vůbec nezmiňovala o skutečné formě a pouze tvrdila, že je třeba znovu zavést a přizpůsobit okolnostem instituce staré francouzské monarchie.
Komora pairů, kterou Ludvík XVIII. zřídil, musela být samozřejmě v souladu s obnovenou monarchií. Protože zastupovala šlechtu, král musel vybrat její členy z řad šlechty nebo udělit titul těm, které chtěl v komoře mít. Komora měla být proto přirozeným orgánem zájmů šlechty. Byla také zamýšlena jako silná podpora pro královskou rodinu, protože právě od ní členové odvozovali svůj titul.
Ludvík XVIII. se ve svém výnosu ze 13. srpna 1815 zřekl jmenování pairů na doživotí. Titul přecházel dědičně z otce na syna na základě prvorozenství.
Nařízení z 25. srpna 1817 stanovilo, že nikdo nemůže být povolán do Sněmovny pairů, s výjimkou duchovních, pokud před svým jmenováním králem nezískal povolení k vytvoření majorátu a pokud jej sám neustanovil.
Principy absolutismu obsažené v chartě vedly Karel X. vydávat nařízení z roku 1830, která vedla k nahrazení monarchie. Také Sněmovna pairů pocítila následky těchto událostí.
Komora měla mnoho shod s britskou Sněmovnou lordů. Členy jmenoval panovník. Ten musel jmenovaným pairům udělit titul, jehož titul mohl být různý. Mohl je jmenovat na doživotí nebo je učinit dědičnými, dle své libosti.
Po revoluci v roce 1830 si horní komora červencové monarchie zachovala stejný název jako za restaurace, ale její fungování se změnilo. Měl se v ní odrážet buržoazní charakter království. Šlo o zrušení dědičnosti, možnost jmenovat pairy bez udělování titulů, zavedení kategorií, z nichž museli být vybíráni, a veřejné zasedání učinily ze šlechtického sboru Ludvíka Filipa orgán velmi odlišný od šlechtického sboru Ludvíka XVIII. a Karla X.
Revoluce v roce 1830 neměla bezprostřední vliv na organizaci komory pairů. Článek 23 charty ze 14. srpna 1830 byl úplnou reprodukcí článku 27 charty z roku 1814.
Rozdíl mezi organizací komory pairů a novými základy monarchie dal, jak vyplývá z odpovědi, novou sílu Poslanecké sněmovně (zejména mezi lidem), která lépe odpovídala nové myšlence monarchie. Bylo nutné obnovit rovnováhu mezi oběma komorami. Zákon z 23. prosince si kladl za cíl uvést šlechtický stav do souladu s novými institucemi.
Francouzští zákonodárci se spokojili se zrušením dědičnosti a omezením královského jmenování stanovením kategorií, mimo které jej nelze vykonávat. Zrušení dědičnosti vyvolalo dlouhé parlamentní diskuse v obou sněmovnách.
Sněmovna pairů nakonec hlasovala pro zrušení dědičnosti a pro to, aby král již nebyl povinen udělovat pairům šlechtický titul a aby si pairy vybíral ve dvaadvaceti případech, které tvořilo pět kategorií.
- Do první kategorie patří ti, kteří zastávali nebo zastávají nejvyšší volené funkce.
- Druhou skupinou jsou ti, kteří zastávali nebo zastávají nejvyšší administrativní funkce.
- Třetí jsou ti, kteří zastávali nebo zastávají nejvyšší soudní funkce.
- Čtvrtá kategorie zahrnuje občany, kteří mají vysoké záruky intelektuální způsobilosti.
- Pátá kategorie zahrnuje ty, kteří platí alespoň 3000 franků přímých daní.

## Pravomoce
Charta z roku 1830, která změnila koncept komory pairů, neovlivnila její pravomoci.
V zásadě se jednalo o stejné návrhy jako v Poslanecké sněmovně. Obě charty uvádějí, že komora peerů je nezbytnou součástí zákonodárné moci (článek 24 charty 1814 vs. článek 20 charty 1830).
Sněmovna pairů tedy stejně jako Poslanecká sněmovna mohla v první řadě přijímat návrhy pocházející z královské iniciativy a stejně jako Poslanecká sněmovna mohla „žádat krále uplatňovat tuto iniciativu v jasně vymezené oblasti.“ Když se král po roce 1830 vzdal výhradního užívání iniciativy, patřila tato iniciativa ve stejné pravomoci sněmovně pairů i sněmovně poslanců.
Tato rovnost mezi oběma komorami však zahrnovala výjimku pro finanční zákony na úkor komory pairů. Obě ústavy zakotvily pouze „právo přednosti" dolní sněmovny v případě daní. Charta z roku 1814 (článek 17) uvádí, že daňový zákon musí být nejprve „adresován Poslanecké sněmovně.“ Ústava z roku 1830 (článek 15) vyžaduje, aby daňový zákon nejprve „odhlasovala Poslanecká sněmovna.
Vliv komory pairů na daňové zákony byl proto téměř nulový. Ústavní texty dávaly v těchto záležitostech přednost Poslanecké sněmovně. Samotná komora pairů se vzdala práva na pozměňovací návrhy. Pokud by ho uplatnila a Poslanecká sněmovna setrvala na svém prvním stanovisku, měla mít poslední slovo právě Poslanecká sněmovna.
Komora pairů projevovala stejný ústupek v otázkách zákonů o výdajích. Za červencové monarchie Poslanecká sněmovna, která zastupovala skeptickou, voltairovskou a antiklerikální buržoazii, potlačila několik účtů týkajících se výdajů na náboženské záležitosti, zejména ty, které se týkaly stipendií pro semináře a biskupství, jež konkordát nestanovil. Sněmovna pairů obnovila účty, ale Poslanecká sněmovna je opět zamítla. Konflikt skončil usnesením, v němž měla navrch Poslanecká sněmovna.
Komora pairů hrála roli pouze v zákonech o finanční organizaci a v účetních zákonech.
Právě napodobováním anglické ústavy obě charty uznaly v této oblasti podřadnost Sněmovny pairů. Pod stejným vlivem se rozhodli, že Komora pairů bude Nejvyšším soudem. Byl příslušný projednávat zločiny ministrů a pairů a také projednávat zločiny velezrady nebo zločiny proti bezpečnosti státu, a jako takový byl transformován na soud pairů. Hlavní případy, kterými se Sněmovna pairů musela jako Nejvyšší soud zabývat, se týkaly například generála Neye, ministrů Karla X., povstalců z roku 1835, autorů atentátů proti Ludvíku Filipovi.